# 附帶席位制
附帶席位制（Additional Member System，AMS），又稱「額外席位制」，是單一選區兩票制的一種，與聯立制、並立制相比，也是接近比例代表制的選舉制度。

## 概要
- 原指德國聯立制、後來日本並立制的性質，即除單一選區外，另有比例代表制席次。換言之，就是單一選區兩票制。
- 英國用來專指在蘇格蘭、倫敦和曾經的威爾斯實行的議會選舉制度；日本也有同樣選舉改革方案，稱為「小選區比例代表連用制」。[1][2][3][4]

## 席次分配
參考威爾斯國民議會官網範例，假設某區域分為八個領先者當選的小選區及四個不分區附加席位名額，並有四個政黨參選，選民可以投出兩票，一票投給小選區參選人，一票投給不分區附加席位的政黨名單。領先者當選選區由小選區選票選出，不分區附加席位的政黨名單票數依漢狄法除以某黨「當選席次＋1」分配。在分配第一個議席時，各政黨所用的分母為小選區當選席次+1，由平均票數最高的政黨取得議席。在分配第二個議席起，會將某政黨所取得的前一個附加席位考慮在內，例如例子中的政黨D由於取得第一輪分配的議席，在第二輪分配時需要在分母加上一席，然後重覆上述步驟直至將所有議席全部分配完畢。
| 項目           | 政黨A           | 政黨B           | 政黨C           | 政黨D           |
| -------------- | --------------- | --------------- | --------------- | --------------- |
| 政黨票數       | 50,000          | 62,000          | 48,000          | 36,000          |
| 領先者當選席次 | 3               | 3               | 2               | 0               |
| 第一輪分配除數 | 4               | 4               | 3               | 1               |
| 分配席次計算   |                 |                 |                 |                 |
| 第一輪         | 50,000÷4=12,500 | 62,000÷4=15,500 | 48,000÷3=16,000 | 36,000÷1=36,000 |
| 第二輪         | 50,000÷4=12,500 | 62,000÷4=15,500 | 48,000÷3=16,000 | 36,000÷2=18,000 |
| 第三輪         | 50,000÷4=12,500 | 62,000÷4=15,500 | 48,000÷3=16,000 | 36,000÷3=12,000 |
| 第四輪         | 50,000÷4=12,500 | 62,000÷4=15,500 | 48,000÷4=12,000 | 36,000÷3=12,000 |
| 總計           |                 |                 |                 |                 |
| 領先者當選席次 | 3               | 3               | 2               | 0               |
| 附加席位       | 0               | 1               | 1               | 2               |
| 總席次         | 3               | 4               | 3               | 2               |

如領先者當選席次相同，政黨票較高者優先。由於從單一選區席次最少者開始分配，同德國聯立制有利於小黨的優點，卻不會產生超額席次，兼具日本並立制優點。

## 採用國家
英國目前在蘇格蘭議會和倫敦議會選舉使用，威爾斯議會使用至2021年選舉，將自2026年選舉起改用名單比例代表制。英國下議院選舉仍維持單一選區制。
日本曾於1993年由民間提出此種選舉改革方案，但執政自民黨想維持一黨獨大的優勢，最終採用並立制；民主黨2009年執政後，2012年6月18日提出選舉改革方案，在並立制中導入「連用制」（即附帶席位制），隨著同年12月16日大選自民黨重新執政而不了了之。

## 外部連結
- 英國威爾斯國民議會官網解說 （英文）
- 英國蘇格蘭議會官網解說 （页面存档备份，存于） （英文）
- 英國倫敦選舉指南解說 （页面存档备份，存于） （英文）
- 小選区比例代表連用制解說 （页面存档备份，存于） （日語）
- 日本民主黨官網選舉改革方案新聞稿 （页面存档备份，存于） （日語）